# Língua de sinais austríaca
Língua Gestual Austríaca,  ou Língua de Sinais Austríaca (Österreichische Gebärdensprache (ÖGS), é a língua gestual usada na Áustria, pela comunidade surda approximadamente 10,000 pessoas.
ÖGS é uma língua natural, com uma gramática distinta, embora partilhe aspectos da gramática da Língua Gestual Alemã e a Língua Gestual Suíça, enquanto que o vocabulário difere.
As pesquisas linguísticas sobre a ÖGS tiveram início em 1990 e são conduzidas pela Universidade de Klagenfurt e pela Universidade de Graz.
A ÖGS foi legalmente reconhecida pelo Parlamento Austríaco a 1 de Setembro de 2005.
Na Áustria, a comunidade surda é representada pelaThe Austrian Deaf community is represented by the Associação de Surdos Austríaca.